# Jacaltenango
Jacaltenango è un comune del Guatemala facente parte del dipartimento di Huehuetenango.